# Une épicerie fine
Pour plus de détails, voir Fiche technique et Distribution.
Une épicerie fine (Goofy Groceries) est un dessin animé américain de la série Merrie Melodies, réalisé par Bob Clampett sur un scénario de Melvin Millar, et sorti en 1941. 

## Censure
- Lorsque ce court-métrage est diffusé sur Cartoon Network (sauf son apparition sur 'The Bob Clampett Show' ') et Boomerang, trois scènes avec des stéréotypes noirs ont été coupées[1] :
  - Une scène d'enfants noirs plongeant et nage dans un évier
  - Une scène d'enfants noirs de plongée et de natation dans un sinkhim blackfaced, où il a commenté: "Mon, oh mon! Tattletale gris!"  A la  Rochester de  The Jack Benny Show
- Une station locale à San Francisco, en Californie (KOFY) a coupé la fin semblable à Cartoon Network, mais seul le tir de Jack Bunny en blackface a été coupé. L'audio, cependant, a joué normalement sur une carte de finition "That's All Folks" ralentie[1].

## Fiche
- Réalisation : Bob Clampett
- Scénario : Melvin Millar
- Production : Leon Schlesinger Studios
- Musique originale : Carl W. Stalling
- Montage et technicien du son : Treg Brown (non crédité)
- Durée : 9 minutes
- Pays : États-Unis
- Langue : anglais
- Distribution : 1941 : Warner Bros. Pictures
- Format : 1,37 :1 Technicolor Mono
- Date de sortie : 
  - États-Unis : 29 mars 1941

## Voix
- Mel Blanc :
- Bea Benaderet :
- Elvia Allman :

## Animateurs
- Robert Cannon
- Virgil Ross (non crédité)
- Charles McKimson (non crédité)
- John Didrik Johnsen (décors) (non crédité)

## Musique
- Carl W. Stalling, directeur de la musique
- Milt Franklyn, orchestration (non crédité)